# Гравитационная энергия
Гравитацио́нная эне́ргия — потенциальная энергия системы тел (частиц), обусловленная их взаимным гравитационным тяготением.
Общепринята шкала, согласно которой для любой системы тел, находящихся на конечных расстояниях, гравитационная энергия отрицательна, а для бесконечно удалённых, то есть для гравитационно не взаимодействующих тел, гравитационная энергия равна нулю. Полная энергия системы, равная сумме гравитационной и кинетической энергии, постоянна. Для изолированной системы гравитационная энергия является энергией связи. Системы с положительной полной энергией не могут быть стационарными.
Гравитационная энергия играет очень важную роль на заключительных этапах эволюции звёзд, при их превращении в нейтронные звёзды и сверхновые.

## Гравитационно-связанные системы
Гравитацио́нно-свя́занная систе́ма — система, в которой гравитационная энергия больше суммы всех остальных видов энергий (помимо энергии покоя).
Земля, которая, как и любое небесное тело, сама является гравитационно-связанной системой, является также частью следующих гравитационно-связанных систем:
- Система Земля — Луна,
- Солнечная система,
- Галактика Млечный Путь,
- Местная группа,
- Ланиакея.

## Вклассической механике
Для двух тяготеющих точечных тел с массами M и m гравитационная энергия {\displaystyle U_{g}} равна:
{\displaystyle \ U_{g}=-G{Mm \over R},}
где:
{\displaystyle \ G} — гравитационная постоянная;
{\displaystyle \ R} — расстояние между центрами масс тел.
Этот результат получается из закона тяготения Ньютона, при условии, что для бесконечно удалённых тел гравитационная энергия равна 0. Выражение для гравитационной силы имеет вид
{\displaystyle F_{g}=G{Mm \over R^{2}},}
где:
{\displaystyle F_{g}} — сила гравитационного взаимодействия
С другой стороны согласно определению потенциальной энергии
{\displaystyle F_{g}={\frac {dU_{g}}{dR}}.}
Тогда:
{\displaystyle U_{g}=const-G{Mm \over R}.}
Константа в этом выражении может быть выбрана произвольно. Её обычно выбирают равной нулю, чтобы при r, стремящемуся к бесконечности, {\displaystyle U_{g}} стремилось к нулю.
Этот же результат верен для малого тела, находящегося вблизи поверхности большого. В этом случае R можно считать равным {\displaystyle h+R_{M}}, где {\displaystyle R_{M}} — радиус тела массой M, а h — расстояние от центра тяжести тела массой m до поверхности тела массой M.
На поверхности тела M имеем:
{\displaystyle U_{g}=-G{Mm \over R_{M}},}
Если размеры тела {\displaystyle M} много больше размеров тела {\displaystyle m}, то формулу гравитационной энергии можно переписать в следующем виде:
{\displaystyle U_{g}=-G{Mm \over R_{M}+h}=-mG{\frac {M}{R_{M}}}{\frac {1}{1+h/R_{M}}}\approx -mG{\frac {M}{R_{M}}}\left(1-{\frac {h}{R_{M}}}\right)=mgh-m{\frac {GM}{R_{M}}},}
где величину {\displaystyle g={\frac {GM}{R_{M}^{2}}}} называют ускорением свободного падения. При этом член {\displaystyle m{\frac {GM}{R_{M}}}} не зависит от высоты поднятия тела над поверхностью и может быть исключён из выражения путём выбора соответствующей константы. Таким образом для малого тела, находящегося на поверхности большого тела справедлива следующая формула
{\displaystyle U_{g}=mgh.}
В частности, эта формула применяется для вычисления потенциальной энергии тел, находящихся вблизи поверхности Земли.

Отрицательность потенциальной энергии здесь вызвана тем, что невозможно принять за точку отсчета геометрический центр тела (то есть {\displaystyle R=0}) одновременно с принятием гипотезы о том, что тело представляет собой материальную точку. В этом случае потенциальная энергия будет стремиться к бесконечности в центре (образуется сингулярность). Поэтому за точку отсчета потенциальной энергии принято считать бесконечно удаленную точку. Знак «минус» при этом просто говорит, что потенциальная энергия увеличивается при отдалении от тела.
Однако, при необходимости, сингулярности можно избежать, приняв, что вся масса большего тела не сосредоточена в точке, а равномерно распределена в шаре с радиусом {\displaystyle R_{M}}. При этом масса тела с его радиусом будет связана соотношением 
{\displaystyle M={\frac {4}{3}}\pi \rho R_{M}^{3},}
где {\displaystyle \rho } - средняя плотность тела. Оказывается, что в этом случае сила притяжения внутри тела будет описываться линейной зависимостью относительно {\displaystyle R} (то есть она представляет собой силу упругости), а снаружи как и прежде — пропорционально обратному квадрату.
{\displaystyle F_{g}=mg\cdot \left\{{\begin{matrix}{\bar {R}}&,{\bar {R}}\leq 1\\{\bar {R}}^{-2}&,{\bar {R}}>1\end{matrix}}\right.,}
где {\displaystyle g} — ускорение свободного падения у поверхности большего тела; {\displaystyle {\bar {R}}=R/R_{M}} — нормированное расстояние от центра большего тела, при этом {\displaystyle {\bar {R}}=1} соответствует уровню поверхности, {\displaystyle {\bar {R}}<1} — положению под поверхностью, а {\displaystyle {\bar {R}}>1} положению над поверхностью.
Потенциальная энергия при этом, если принять, что в центре тела она равна нулю, будет описываться как
{\displaystyle U_{g}=U_{s}\cdot \left\{{\begin{matrix}{\bar {R}}^{2}&,{\bar {R}}\leq 1\\3-{\frac {2}{\bar {R}}}&,{\bar {R}}>1\end{matrix}}\right.,}
где {\displaystyle U_{s}={\frac {mgR_{M}}{2}}={\frac {GMm}{2R_{M}}}={\frac {2\pi }{3}}G\rho R_{M}^{2}m} — потенциальная энергия у поверхности тела. Потенциальная энергия в бесконечно удаленной точке равна
{\displaystyle U_{\infty }=3U_{s}={\frac {3GMm}{2R_{M}}}=2\pi G\rho R_{M}^{2}m}.
Сравнив потенциальную энергию на поверхности и в бесконечности с кинетической энергией, можно определить характерные для рассматриваемого тела скорости:
{\displaystyle v_{1}={\sqrt {gR_{M}}}={\sqrt {\frac {GM}{R_{M}}}}=2R_{M}{\sqrt {{\frac {\pi }{3}}G\rho }}} — минимально необходимая скорость малого тела для того, чтобы достичь поверхности большего тела из его центра. Или максимальная скорость малого тела, брошенного вниз в вертикальный тоннель. Она же в точности равняется скорости движения по круговой орбите у поверхности большего тела (первая космическая скорость).
{\displaystyle v_{2}={\sqrt {2gR_{M}}}={\sqrt {\frac {2GM}{R_{M}}}}=2R_{M}{\sqrt {{\frac {2\pi }{3}}G\rho }}} — Минимальная скорость убегания малого тела в бесконечность с поверхности большого тела (вторая космическая скорость).
{\displaystyle v_{20}={\sqrt {3gR_{M}}}={\sqrt {\frac {3GM}{R_{M}}}}=2R_{M}{\sqrt {\pi G\rho }}} — Минимальная скорость убегания малого тела в бесконечность из центра большого тела (аналог второй космической скорости при «стрельбе» малым телом из центра большего тела).
Если сравнить силу тяготения с центробежной силой, то можно получить величину требуемой скорости малого тела для движения по круговой орбите вокруг центра большего тела
{\displaystyle v_{o}=v_{1}\cdot \left\{{\begin{matrix}{\bar {R}}&,{\bar {R}}\leq 1\\{\bar {R}}^{-{\frac {1}{2}}}&,{\bar {R}}>1\end{matrix}}\right.}.
Из особенности тяготения внутри большего тела, малое тело движется внутри него так, как будто бы подцепленно за конец воображаемой пружины, другой конец которой прикреплён к центру тела. Если бросить с поверхности такое тело вертикально вниз в воображаемый вакуумный тоннель, проходящий через центр планеты насквозь, то оно будет совершать гармонические колебания с периодом
{\displaystyle T_{g}=2\pi {\sqrt {\frac {R_{M}}{g}}}=2\pi {\sqrt {\frac {R_{M}^{3}}{GM}}}={\sqrt {\frac {3\pi }{G\rho }}}},
что для Земли равняется 5064 с или 1 час, 24 минуты, 24 секунды. Максимальная скорость при пролёте через центр тела равна первой космической. Жёсткость такой воображаемой пружины равняется
{\displaystyle k_{g}={\frac {mg}{R_{M}}}={\frac {GMm}{R_{M}^{3}}}={\frac {4\pi }{3}}G\rho m}.

## ВОТО
В общей теории относительности наряду с классическим отрицательным компонентом гравитационной энергии связи появляется положительная компонента, обусловленная гравитационным излучением, то есть полная энергия гравитирующей системы убывает во времени за счёт такого излучения.